# Jan Stawasz
Jan Stawasz (ur. 1947, zm. 21 listopada 2013) – polski twórca rękodzieła artystycznego, koronkarz specjalizujący się we frywolitkach.

## Życiorys
Wykonywaniem frywolitek zajmował się od 1992 r. Był laureatem między innymi Nagrody II stopnia w X Konkursie Twórczości Ludowej i Rękodzieła Artystycznego Pomorza Środkowego (1994), Nagrody specjalnej w XI Konkursie Sztuki i Rękodzieła Ludowego oraz Plastyki Amatorskiej Pomorza Środkowego (1996), Nagrody I stopnia w XII Konkursie Sztuki i Rękodzieła Ludowego oraz Plastyki Amatorskiej Pomorza Środkowego (1998), Nagrody I stopnia ufundowanej przez prezydenta miasta Słupska w XIII Konkursie Sztuki Ludowej, Rękodzieła i Plastyki Amatorskiej Pomorza Środkowego (2000) oraz Stypendium Ministra Kultury i Sztuki w 2000 r., i Stypendium Marszałka Województwa Pomorskiego dla twórców kultury w 2002 r. Był pierwszym w historii członkiem Stowarzyszenia Twórców Ludowych w dziedzinie koronki frywolitkowej. Jego prace prezentowane były w czasopismach specjalistycznych w tym między innymi "Moje Robótki", "Igłą i Nitką", "Poradnik Domowy", czy brytyjskim magazynie "Workbox". 

## Publikacje
Autor książek "Frywolitka szkoła i wzory" (Gecom, Słupsk cop. 2006; ISBN 978-83-924412-0-5) oraz "Frywolitkowe skarby". Współautor Krajowego Standardu Kwalifikacji Zawodowych Ministerstwa Pracy i Polityki Społecznej Departament Rynku Pracy – Robotnicy Przemysłowi i Rzemieślnicy dla zawodu "Koronkarka".